# Château de Vaucocour
Le château de Vaucocour, ou château de Vaucocourt, est un château français implanté sur la commune de Thiviers dans le département de la Dordogne, en région Nouvelle-Aquitaine.

## Présentation
Le château de Vaucocour se situe en pleine ville de Thiviers, quelques dizaines de mètres au sud-est du chevet de l'église Notre-Dame de l'Assomption.
C'est une propriété privée.

## Historique
Au  XIIe siècle, un château fort inclus dans l'enceinte de la ville est bâti à l'est de la cité. Il est établi au bord d'un escarpement surplombant l'axe Limoges - Périgueux et permettant ainsi de le surveiller.
Lors du passage des huguenots en 1575, le château comme les remparts de la ville sont détruits.
Le château actuel est reconstruit à la fin du XVIe siècle.

## Galerie

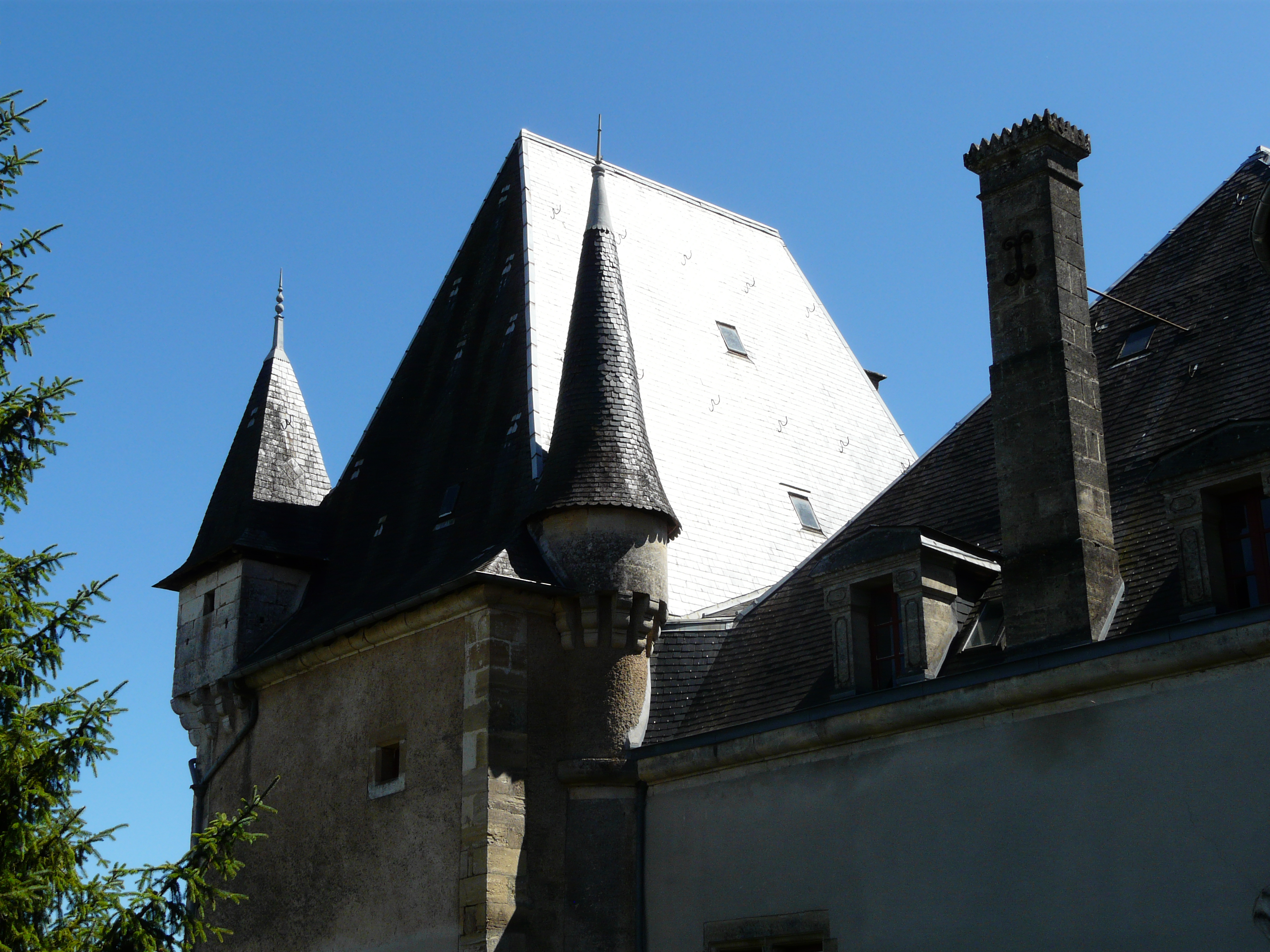
Les toits de la façade nord
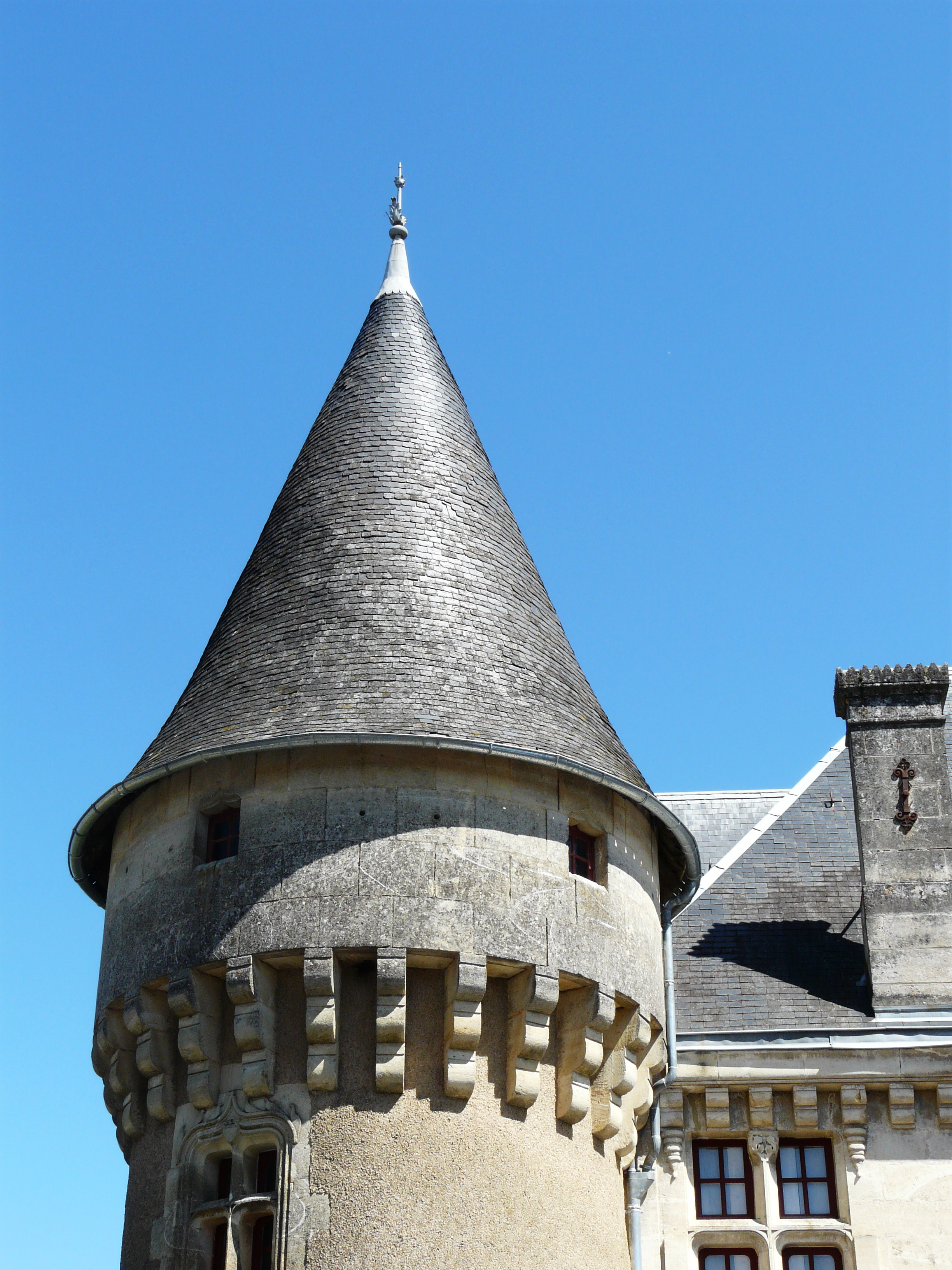
La tour nord-ouest
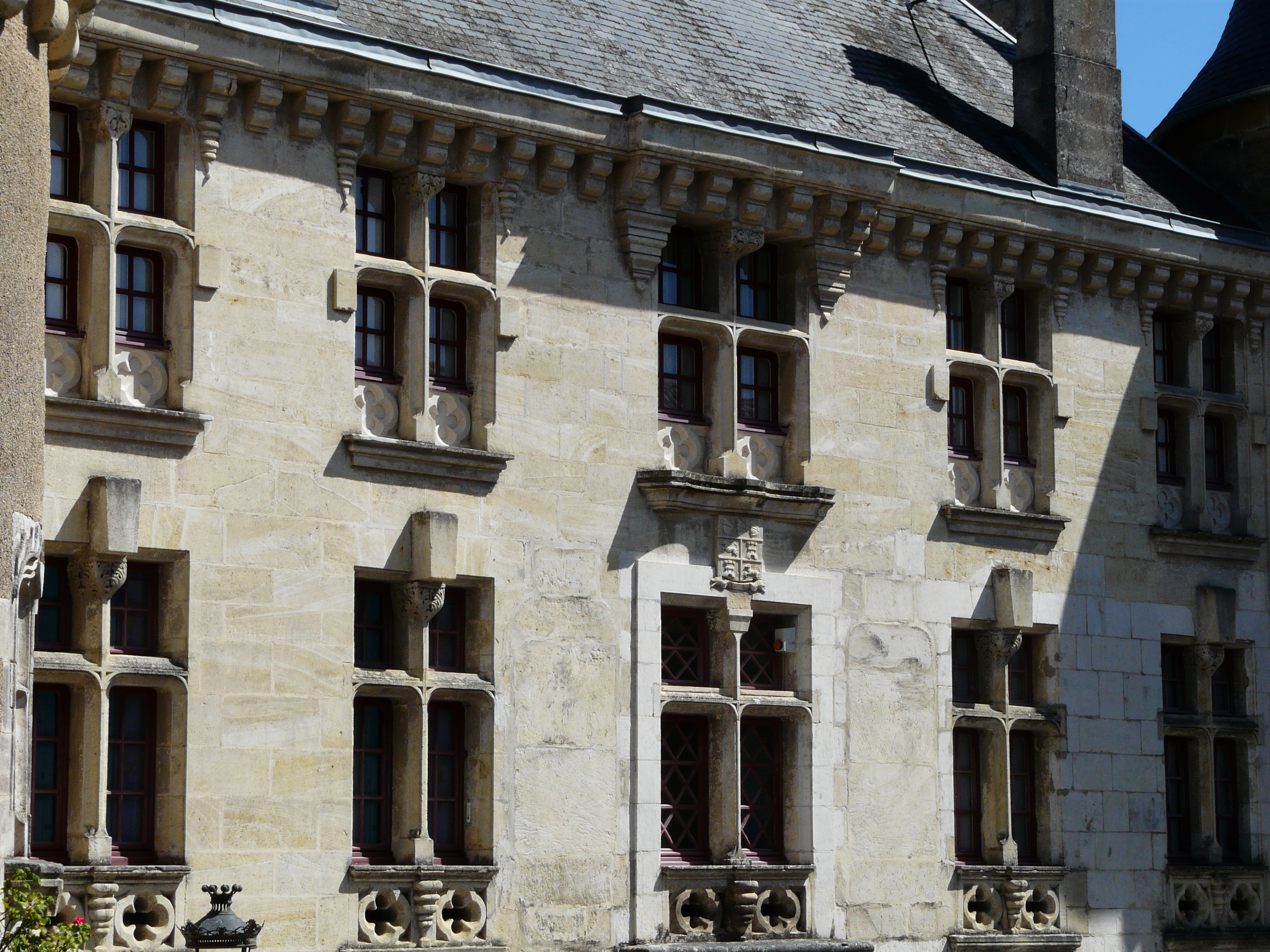
Les fenêtres à meneaux de la façade ouest
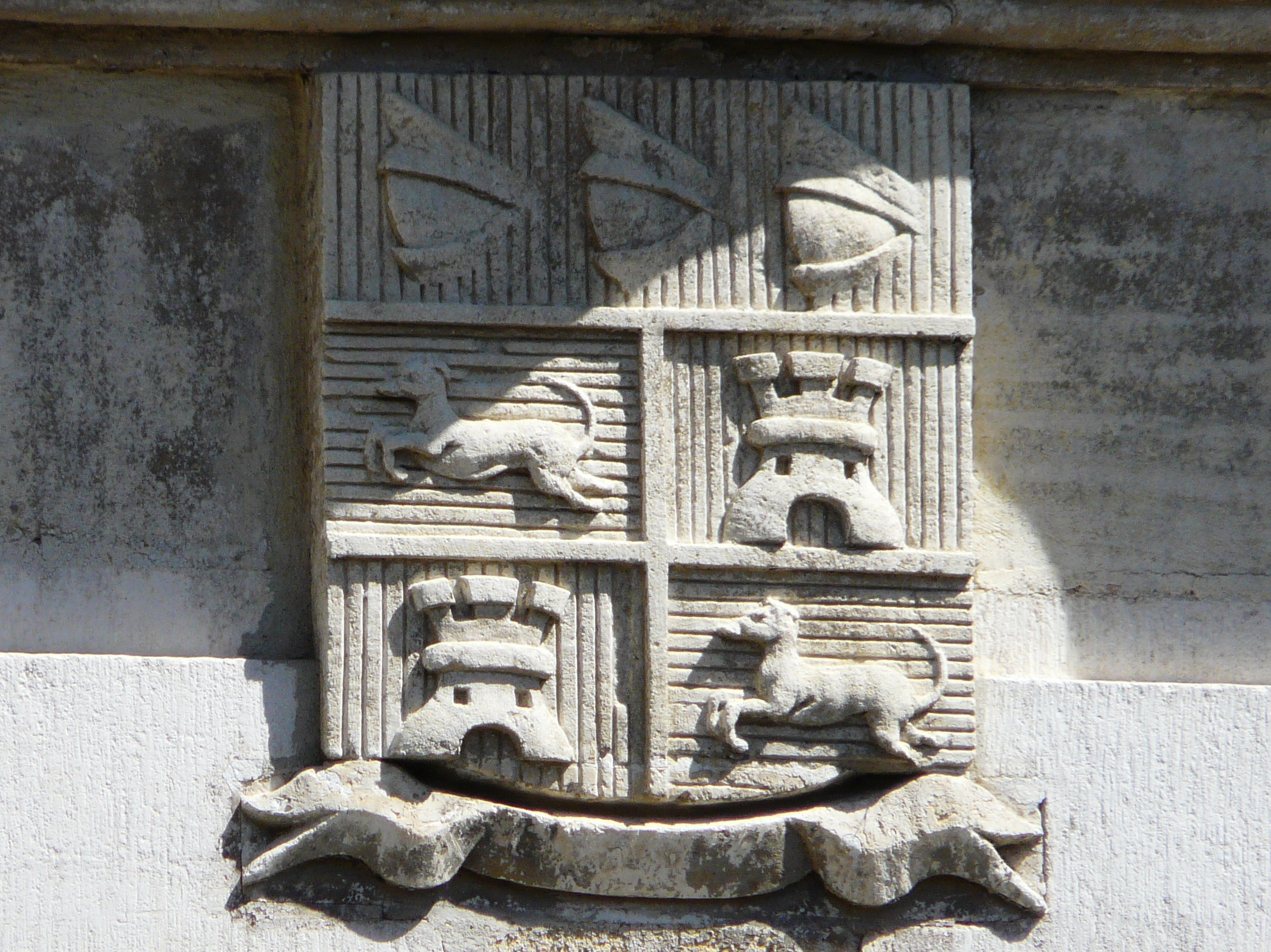
Armoiries sur la façade ouest